# Порохова вежа (Рига)
56°57′05″ пн. ш. 24°06′31″ сх. д. / 56.95125° пн. ш. 24.10866667° сх. д.
Порохова вежа (латис. Pulvertornis) — національна пам'ятка архітектури Латвії, в її столиці Ризі. Єдина збережена вежа ризьких мурів. Розташована в Старому місті, на розі вулиць Смілшу та Трокшню, з 1919 року тут діє Військовий музей. Діаметр башти — 14,3 м, висота — 25,5 м, товщина мурів — близько 3 м.

## Історія
Вважають, що вежу збудували на початку 13 сторіччя. У документах вперше її згадують у 14 сторіччі під назвою Пісочна вежа. Назву пов'язують з розташуванням вежі над Пісочними воротами, через які в місто привозили пісок з дюн Даугави для будівництва. На рубежі XV—XVI ст. вежу було перебудовано та укріплено. Вежа мала підковоподібну форму, з відкритою частиною, зверненою до міста, потрапити до вежі можна було по сходах — вхід був розташований на висоті 5 м.
Існують дві версії виникнення нової назви вежі у XVII ст.: за першою, у вежі зберігали порох, за другою, над вежею під час регулярних навчань клубочилися хмари диму від порохових зарядів.
Вежу неодноразово обстрілювали під час польсько-шведської війни у 1621 р. та московсько-шведської війни у 1658 р., на згадку про війни в стінах вежі замуровані 12 гарматних ядер.
Після Північної війни втратила своє військове значення. З XVIII до XIX ст. Порохова вежа лишалася порожньою, відкриту частину забили дошками. Наприкінці XIX ст. вежу почали відновлювати студенти Ризького політехнічного університету. Перебудовували її за проєктом архітектора Х. Хілбіга, задня частина вежі була замурована, даху надано нову загострену форму. У вежі обладнано зали для фехтування та танців, студентську пивну.
З 1916 р. до 1940 р. у вежі розташовувалися приміщення Музею латиських стрільців, за часів СРСР — приміщення військово-морського училища.